# Государственный театр юного зрителя Латвийской ССР
Государственный театр юного зрителя Латвийской ССР имени Ленинского комсомола (латыш. Ļeņina komjaunatnes Latvijas PSR Valsts Jaunatnes teātris) — драматический театр, работавший в Риге с 1941 по 1992 год.

## История театра
Театр открылся вскоре после образования Латвийской ССР. Первыми режиссёрами были Рудольф Балтайсвилкс и Эмилия Виестуре. Кроме того Рудольф Балтайсвилкс стал директором и художественным руководителем театра.
В формировании нового коллектива видную роль сыграла бывшая актриса Рабочего театра Мария Миезите, впоследствии заведующая репертуарным отделом и труппой театра.
Во время войны театр не функционировал и возобновил свою деятельность только после освобождения Риги.
С 1946 года в театре действовали две труппы — латышская и русская, каждая из которых осуществляла самостоятельные постановки.
В 1955 году театру было присвоено имя Ленинского комсомола, в 1969 году за творческие достижения театр был награждён орденом «Знак Почёта».
С 1989 по 1992 год назывался Молодёжным театром. В 1992 году, после подписания договора о реорганизации в Новый Рижский театр, Молодёжный театр прекратил существование.

## Главные режиссёры театра
- 1941 — Рудольф Балтайсвилкс
- 1945 — Теодор Кугренс
- 1946—1954 — Борис Праудин
- 1955—1959 — Павел Хомский
- 1959—1961 — Владимир Маланкин
- 1964—1992 — Адольф Шапиро

## Труппа театра
Актёры:
- Аболиньш Гундарс
- Аболиньш Таливалдис
- Абрамов Владимир
- Авотс Энрико
- Астров Аркадий
- Балдиня Элвира
- Батаева Маргарита
- Баумане Луция
- Бирковс Алвис
- Буне Ирма
- Бурковска Индра
- Ваболе Клара
- Вевер Евгений
- Водолагин Олег
- Гамбург Евгений
- Гвоздицкий Виктор
- Голощапов Борис
- Горяйнова Лидия
- Грантиньш Янис
- Губанов Николай
- Гуртовенко Надежда И.
- Гущин Олег
- Дамбран Рудольф
- Дейч Феликс
- Демидов Олег
- Дзержановский Георгий
- Дзюба Татьяна Д.
- Дик Валерий
- Елисеев Лев
- Жук Владимир
- Жуков Александр
- Жураковская Тамара Н.
- Заборская Галина
- Задерей И.Д.
- Зайце Анда
- Запорожский Виктор
- Зубарев А.С.
- Иванов Олег З.
- Иконников Юрий
- Калашников Валерий
- Калмыкова Марина
- Карповская Полина
- Кизько Ю.
- Кислёнок Г.П.
- Клетниеце Милда
- Ковалёва Анна
- Креслиньш Освальд
- Кронберга Эльвира
- Круминя Майра А.
- Кузьмин А.
- Купле Дина
- Ландау Суламифь
- Лиепиньш Эдгар
- Лиепиня Лига
- Лицитис Арнис
- Лобиньш Владимир Э.
- Лобрева Раиса
- Майзукс А.
- Макарова Наталья
- Максимова Н.
- Малышева Галина Андреевна
- Мациевскис Таливалдис Густавович
- Мацулевич Галина
- Михеенко Вадим
- Михневич Чеслав
- Мышкин В.В.
- Негреба Александр
- Некипелова Лариса
- Орлова Алла
- Осис Ю.
- Плют Виктор
- Пуцитис Улдис
- Пушкина Нина
- Рапопорт М.И.
- Ратинер Евгений
- Рудусан Зигизмунд Б.
- Рутиня З.
- Семендяева А.Г.
- Сердюк Александр
- Сингаевска Вера
- Скрастиньш Имантс
- Скрябина Римма
- Скурстене Велта
- Сорокоумова А.В.
- Стемпс А.
- Строчилин Павел
- Тарвердова Елена А.
- Татаринов Николай
- Темербек А.А.
- Титов Константин
- Топоркова Виктория
- Фёдорова Ирина
- Фомин Олег
- Хомский С.Н.
- Цапин Вечеслав Д.
- Цериньш Рихард
- Чумаченко Г.
- Шалапёнок Элла
- Шевченко Людмила
- Шепицкая Ольга
- Шкатов Олег
- Эглите Майя
- Юдин Сергей
- Яворская Аделаида
- Якобсоне Э.

Режиссёры:
- Баболиня Т.
- Бирковс Алвис
- Бормане О.
- Вавере А.
- Васильев Анатолий
- Дейч Феликс
- Дехтяр О.
- Кренбергс Имантс
- Лининьш Арнольд
- Петерсонс Петерис
- Хомский Павел
- Шапиро Адольф
- Шейко Николай

Художники-сценографы:
- Март Китаев
- Александр Орлов
- Лев Герцмарк
- Дайлис Рожлапа
- Фрейбергс Андрис

## Некоторые постановки прошлых лет
См. список — Постановки Государственного театра юного зрителя Латвийской ССР.
- 1945 — «Воронёнок» Райниса
- 1946 — «Принцесса Гундега и король Брусубарда» Анны Бригадере
- 1949 — «Вей, ветерок!» Райниса
- 1951 — «В гору» Анны Саксе
- 1956 — «Золотой конь» Райниса
- 1957 — «Эмиль и берлинские мальчишки» Эриха Кестнера
- 1957 — «В поисках радости» Виктора Розова
- 1958 — «Сомбреро» Сергея Михалкова
- 1961 — «Космический гость» Бориса Рабкина
- 1961 — «Волнолом» Юлиу Эдлиса
- 1961 — «Третье желание» В.Блажека
- 1961 — «Чёртова мельница» Исидора Штока по пьесе Яна Дрды
- 1962 — «Улица Уитмена» Мэксин Вуд[англ.]
- 1962 — «Крышу для Матуфля» Ива Жамиака
- 1962 — «Сказка о девочке-неудаче» Евгения Гвоздева
- 1962 — «Глеб Космачёв» Михаила Шатрова
- 1963 — «Красные дьяволята» Павла Бляхина
- 1963 — «Том Сойер» по роману Марка Твена
- 1964 — «Двадцать лет спустя» Михаила Светлова
- 1967 — «Последние» М. Горького
- 1968 — «Малыш и Карлсон, который живёт на крыше» Астрид Линдгрен
- 1970 — «Город на заре» Алексея Арбузова
- 1971 — «Чукоккала» по произведениям К. И. Чуковского — в 1983 году было 150-е представление
- 1972 — «Играй, музыкант!» по произведениям Александра Чака
- 1975 — «Иванов» А. П. Чехова
- 1978 — «Бастард» Петериса Петерсона
- 1979 — «Пер Гюнт» Генрика Ибсена
- 1980 — «Принц Гомбургский» Генриха фон Клейста
- 1981 — «Летят журавли» по пьесе Виктора Розова «Вечно живые»
- 1981 — «Праздник ожидания» Паула Путниньша
- 1982 — «Победительница» Алексея Арбузова
- 1982 — «Леший» А. П. Чехова
- 1983 — «Разъярённый червь» Гунара Приеде
- 1983 — «Полна Мары комнатка» Мары Залите
- 1984 — «Лес» А. Н. Островского
- 1984 — «Рваный плащ» Сема Бенелли
- 1986 — «Завтра была война» по повести Бориса Васильева
- 1991 — «Демократия!» по произведениям Иосифа Бродского

### Гастроли
- 1958 — Харьковский Государственный русский драматический театр имени Пушкина
- С 8 по 30 июня 1963 — Харьковский Государственный русский драматический театр имени Пушкина
- С 18 по 26 января 1975 — Ленинград
- С 25 сентября по 9 октября 1984 — московский театр «Современник»